# Loy thompsoni
Loy thompsoni is een slakkensoort uit de familie van de Onchidorididae. De wetenschappelijke naam van de soort is voor het eerst geldig gepubliceerd in 1991 door Millen & Nybakken.